# 新尤爾伊夫卡 (諾維布格區)
47°37′44″N 32°40′52″E / 47.62889°N 32.68111°E
新尤爾伊夫卡（烏克蘭語：Новоюр'ївка），是烏克蘭南部的村莊，隸屬尼古拉耶夫州的巴什坦卡區。該村始建於1882年，面積2.13平方公里，海拔高度89米，2001年人口619，人口密度每平方公里290.6人。